# Nō
Nō (sau noh) (能 nō sau 能楽 nōgaku?) este o formă de teatru tradițional japonez.

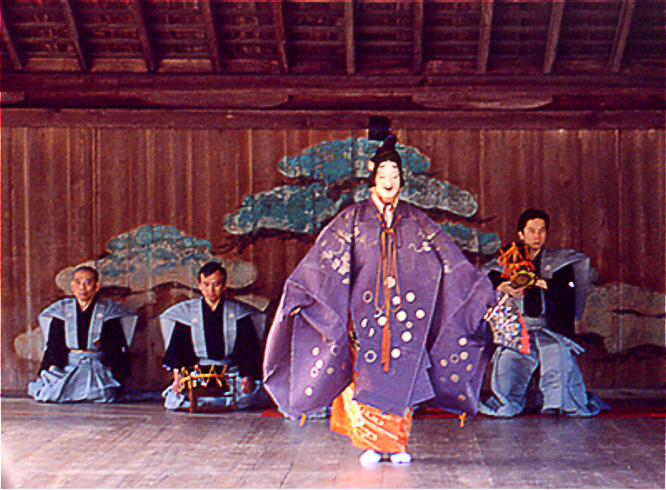
Piesă noh la templul șintoist Itsukushima

Teatrul nō a păstrat ceea ce s-a pierdut la majoritatea formelor de teatru modern în Japonia: originea în ritual, reflectând o viziune existențială în esență budistă. Spectacolul seamănă mai degrabă cu o observație solemnă decât cu viața. Actorii sunt sacerdotali, jucând rolul lor de intermediari între lumea zeilor și cea a oamenilor.
Scena este decorată la minim, cei ce apar pe ea fiind instrumentaliștii, care sunt îmbrăcați sobru, corul de 6-8 persoane, actorul secundar (numit waki), deseori costumat ca preot, și la urmă actorul principal (numit shite), îmbrăcat în costum împodobit cu splendoare.
Limbajul este în marea sa parte poetic, iar mișcările controlate la maximum.

## Originile
La mijlocul secolului al XIV-lea, teatrul profesionist japonez era bazat la Kyoto și Nara, actorii fiind organizați în trupe sub patronajul templelor budiste sau șinto. Banii îi făceau din spectacole de abonament (numite kanjin nō), dar aveau și spectacole la festivaluri religioase, unde aveau rolul atât de a propaga religia cât și de a-i înveseli pe spectatori.
Unele trupe prezentau dengaku nō (un fel de dans coreografiat geometric), iar altele sarugaku nō (un fel de spectacole umoristice care includeau la început și tot felul de acrobații). Ambele stiluri foloseau măști care își aveau originea în teatrul antic japonez gigaku. Muzica era inspirată din dansurile rituale șintoiste kagura, liturghia budistă (shōmyō), meloddi populare din secolul al X-lea (imayō) și muzică de petrecere din secolul al XIII-lea (enkyoku). Dansul lor era influențat de către muzica de dans din secolul al VII-lea (bugaku), din dansul dramatic din secolul al XI-lea (fūryū) și de spectacolele de dans și cântece din secolul al XII-lea (shirabyōshi). Acțiunea era inspirată din legende, istorie, literatură și evenimente curente, teme ce au fost rafinate literar sub influența stilului ennen nō (spectacole de dramă, dans și cântec ținute la sfârșitul ceremoniilor religioase la templele budiste). Spectacolul avea niște piese mai scurte, distractive (kyōgen) între piese mai lungi, serioase.
Cu anii, stilul sarugaku a eclipsat stilul dengaku ca popularitate, transformarea din sarugaku în nō-ul cum îl cunosștem astăzi având loc în timpul perioadei Muromachi (1333-1568) de către Kan'ami și fiul său Zeami Motokiyo care erau sub patronajul clanului Ashikaga.
Trupa lui Kan'ami, școala kanze, era preeminentă, trupele care mai există și astăzi (școlile komparu, hōshō și kongō) adoptând stilul de actorie al școlii kanze. Zeami și-a bazat cele vreo 40 de piese pe care le-a scris, actoria și producțiile pe principiile artistice zen de reținere, economie a expresiilor, și sugestie mai degrabă decât exprimare. A scris o serie de eseuri, care rămân până în ziua de astăzi documente esențiale ale teatrului nō.

## Evoluția
Războiul civil Ōnin a început în 1467 și s-a desfășurat cam 10 ani de zile în și în împrejurimile Kyotoului, după care a continuat în alte provincii. Până la sfârșitul secolului Japonia căzuse într-o stare de război permanent, perioada numită sengoku, care va dura până în 1568. Cu toate că șogunii nu prea aveau timp de artă în această perioadă, alții căutau dimpotrivă forme de exprimare culturală ca să mai uite de război. Prin 1500 spectacolele de amatori deveniseră extrem de populare, și actorii profesioniști dădeau lecții de actorie nō nobililor, samurailor, preoților și chiar și oamenilor de rând. În 1512 a fost publicată o colecție de cântece și invocații (utaibon) ale trupelor kanze și komparu, lucru care a dus la răspândirea teatrului nō în majoritatea provinciilor japoneze.
În 1571, trupa kanze a fost invitată să dea spectacol în fața lui Ieyasu Tokugawa. Mai mult support au găsit însă toate cele patru trupe din partea șogunului Hideyoshi Toyotomi, care le-a pus să dea spectacol (după ce a preluat puterea în 1582) pentru samuraii săi pentru a le întări moralul. Totodată, a comandat zece piese noi cu el în rolul principal. Când Ieyasu Tokugawa a devenit șogun în 1603, a celebrat cu spectacole nō, iar în 1609 i-a angajat pe toți actorii pe care îi avuse Hideyoshi Toyotomi și i-a dus la Edo (Tokioul de astăzi).
În 1618, o a cincea școală, școala kita, a fost adăugată celor patru originale. De acum teatrul nō devine obiectul de patronaj pereferat al clanului Tokugawa, șogunul Iemitsu Tokugawa stabilind pentru teatrul nō reguli la fel de stricte ca și cele pentru guvernarea țării: trebuia urmată tradiția, șeful trupei netolerând nici un fel de deviere de la ea. În timpul următoarelor două secole, teatrul nō a devenit tot mai codificat, întrecând ca solemnitate chiar și arta rafinată a lui Zeami.
În timpul perioadei Edo (1603-1868), oamenii de rând, cu toate că situația economică le-o permitea, nu aveau voie să învețe nō, dar o făceau totuși, pe ascuns, plătind bine actorii profesioniști ca să-i învețe muzica și dansurile.
Când sistemul șogunatului a luat sfârșit în 1867, patronajul de stat al teatrului nōa luat și el sfârșit, dar unii nobili sau alți oameni bogați au continuat să-l susțină, astfel că a supraviețuit în acest fel până la sfârșitul celui de-al Doilea Război Mondial. După război, publicul a fost singurul care a continuat să susțină teatrul nō.

## Scena și actorii

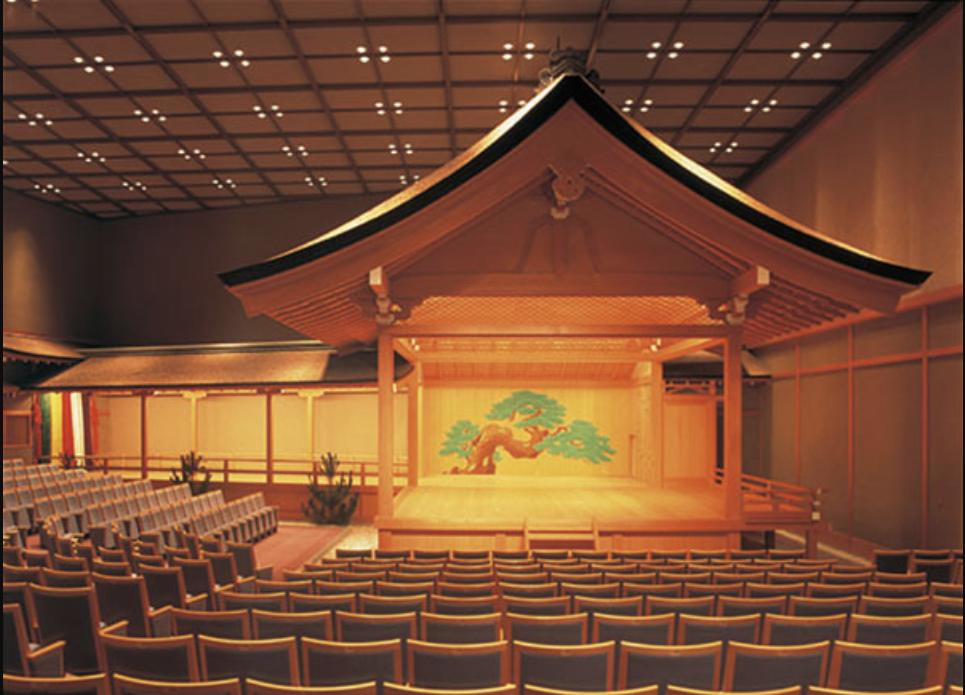
Scenă nō

Întreaga structură este construită din lemn de chiparos japonez (hinoki) lustruit.
Scena nō arată mai degrabă a casă (cu acoperiș etc.), astfel că în prezent, când mai toate teatrele nō sunt în clădiri de beton, scena este de fapt „o casă în casă”.
Scena este împărțită în:
- scena principală (butai) este de ca. 6x6 metri,
- scena auxiliară (wakiza),
- scena posterioară (atoza)
- podul (hashigakari).

Podul este legat de scenă în unghi oblic, ea legând scena de cabina actorilor, numită kagami no ma („camera oglinzilor”). Actorii și muzicienii (hayashikata) intră pe scenă folosind podul. Cealaltă intrare pe scenă, numită kirido (care este în partea dreaptă a scenei principale) este folosită de către asistenți și cor (jiutai).
În fața scenei este un strat cu pietricele, iar în fața podului sunt amplasați trei pini. Pe peretele din spate (kagamiita) al scenei principale este pictat de asemenea un pin.
Cele cinci bârne care țin acoperișul au și rolul de a stabili unde stă cine:
- bârna din spate care leagă podul de scenă (kyōgen bashira) este locul unde așteaptă actorul comic, care iese pe scenă între două piese „serioase”.
- bârna din față care leagă podul de scenă (shite bashira) este locul actorul principal se oprește când intră pe scenă.
- bârna din față a scenei principale, pe partea stângă văzută din sală (metsuke bashira) este punctul de reper pentru actorul principal, care nu vede bine purtând mască.
- bârna din față a scenei principale, pe partea dreaptă văzută din sală (waki bashira) este punct de reper pentru actorul secundar.
- bârna din spate a scenei principale, pe partea dreaptă văzută din sală (fue bashira) este unde șede cel ce cântă la fluier.

Actorii sunt toți de sex bărbătesc. Fiecare dintre cele cinci școli nō își instruiește proprii actori principali (shite), companionii lor (tsure), actorul copil (kokata), corul și asistenții de scenă. Actorii secundari (waki) și companionii lor sunt instruiți în alte școli, de exemplu școala Takayasu. Fiecare instrument se învață în școli proprii.
Toată instruirea se face prin „învățat pe dinafară”, atât mișcările cât și părțile vocale. Fiecare unitate de mișcare, inclusiv umblatul tipic teatrului nō, unde călcâiul nu părăsește podeaua, se numește kata. Există ca. 200 de kata (fiecare cu nume propriu), dar doar ca. 30 sunt folosite în mod curent.

## Măști etc.

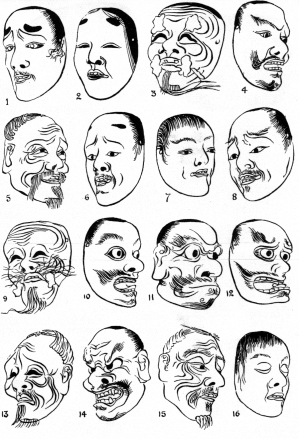
Diferite măști nō

Numai actorul principal și cel secundar au măști (dar nici ei nu le poartă când joacă roluri ale oamenilor în viață), și ei sunt singuri care deschid evantaiul. Gradul de deschidere a evantaiului sugerează diferite obiecte: sabie, lampă, semilună etc. Membrii corului plasează evantaiul în fața lor, luându-l în mână ca să semnalizeze începutul unei invocații.

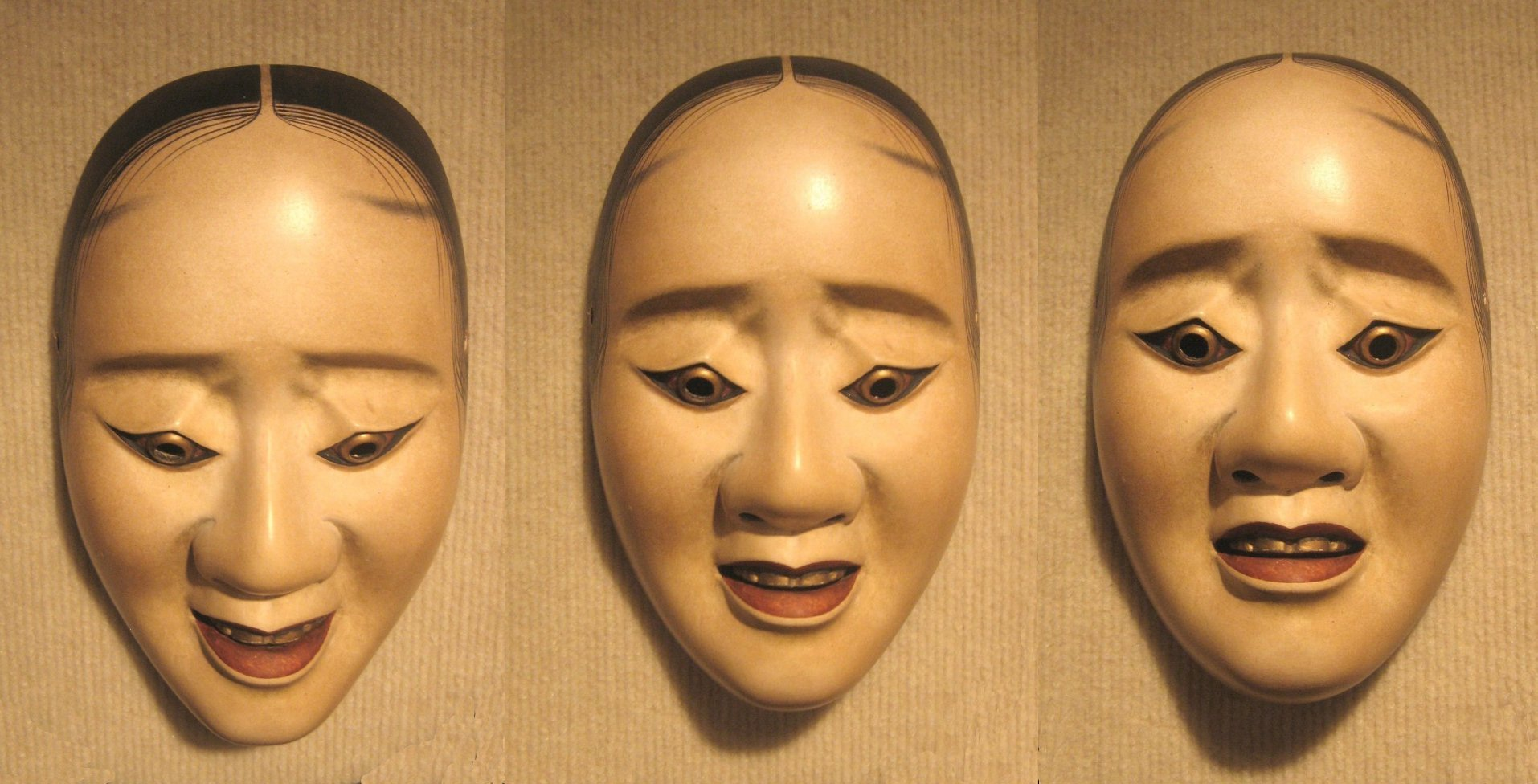
Aceeași mască cu expresii diferite depinzând de înclinare

Măștile sunt din lemn, vopsite, și reprezintă zei, demoni, spirite, sfinți bătrâni, femei sau bărbați. Actorul principal schimbă de obicei o dată masca în timpul spectacolului, a doua mască dând în vileag caracterul real al rolului. Actorul principal alege masca pe care o vrea, alegerea măștii determinând în schimb costumul pe care îl va purta. Costumele purtate de actori astăzi au fost confecționate în marea lor majoritate în secolele al XVIII-lea și al XIX-lea. Costumul cel mai bătător la ochi, și totodată cel mai mare, îl poartă actorul principal, shite. Costumul lui este format din cinci rânduri purtate unul peste altul (dar nici unul nu îl acoperă în întregime pe cel de sub el), cel exterior fiind din damasc, brocart, sau mătase îmbrodită. Pe cap se poartă o perucă sau pălărie.